# Сат, Шулуу Чыргал-оолович
Шулуу Чыргал-оолович Сат (1926—1992) — советский лингвист, доктор филологических наук, профессор, заслуженный деятель науки РСФСР, заслуженный учитель школы Тувинской АССР.

## Биография
Сат Шулуу Чыргал-оолович родился в местечке Кашпал Улуг-Хемского кожууна в семье арата-скотовода. В 1947 г. окончив с медалью Кызылскую школу № 2 с медалью, поступил на восточный факультет Ленинградского государственного университета им. А. А. Жданова. Со студенческих лет обнаружил большие способности к языкознанию: писал курсовые и дипломные работы под руководством выдающегося фонетиста, монголоведа и тюрколога В. М. Наделяева. За успехи в учёбе получал Сталинскую стипендию. В 1952 г., после окончания ЛГУ, был принят на работу в сектор языка и письменности Тувинского научно-исследовательского института языка, литературы и истории (ТНИИЯЛИ) ныне ТИГПИ. В 1958 г. Ш. Ч. Сат преподавал в Кызылском пединституте, одновременно заочно учился в аспирантуре Института национальных школ Академии педагогических наук. В 1962 г. защитил кандидатскую диссертацию на тему «Причастие в тувинском языке» под руководством Е. И. Убрятовой. В 1972 г. защитил докторскую диссертацию на тему «Формирование и развитие тувинского национального литературного языка».

## Научная деятельность
С момента создания кафедры тувинского языка и литературы, с 1963 года по 1983 гг., в течение 20 лет, Ш. Ч. Сат был её заведующим. Сочетал преподавательскую деятельность с научно-методической. Он — автор трех вузовских учебников, школьного учебника, выдержавшего 6 изданий, учебных программ, более 100 научных публикаций, монографий; редактор и рецензент научных и научно-методических работ, учебников для вуза и школ республики; составитель словарных статей для Толкового словаря тувинского языка. Его труды известны широкой научной общественности в России и за её пределами. Круг научных интересов: фонетика, грамматика, синтаксис, лексикология, диалектология и история тувинского языка, вопросы письменности и языковые контакты.
Скончался 18 мая 1992 года.

## Награды и звания
- нагрудный знак «отличник народного образования»
- медаль им. Н. К. Крупской
- медаль от Министерства просвещения РСФСР
- «Ветеран труда»
- заслуженный деятель наук РСФСР
- заслуженный учитель школы Тувинской АССР

Его имя занесено в Государственную книгу РТ «заслуженные люди Тувы XX века»

## Труды
- Амгы тыва литературлуг дыл. Синтаксис. (Современный тувинский литературный язык. Синтаксис), 1966, 1988
- Амгы тыва литературлуг дыл. Лексика, фонетика, морфология. (Современный тувинский литературный язык. Лексика, фонетика, морфология) в соавторстве с Е. Б. Салзынмаа (1980)
- «Тыва диалектология» (Тувинская диалектология) 1987
- «Тыва дыл. 2 класс» (Родной язык. 2 класс)

Монографии
- «Синтаксические функции причастий в тувинском языке» (1960)
- «Тыва дылды шинчилеп келгенинин тоогузунун очериги» (Очерк истории исследования тувинского языка), 1964
- «Совет уеде тыва дылдын хогжулдези» (Развитие тувинского языка в советское время) (1967) в соавторстве с Д. А. Монгушем
- «Формирование и развитие тувинского национального литературного языка» (1973) и др.